# Biri (Szabolcs-Szatmár-Bereg)
Pour les articles homonymes, voir Biri.
Biri est un village et une commune du comitat de Szabolcs-Szatmár-Bereg en Hongrie.